# عقبه بن عامر
عقبه بن عامر (عربی: عقبة بن عامر الجهني‎، آوانگاری: ʿUqba ibn ʿĀmir al-Juhanī؛ درگذشته ۶۷۷/۶۷۸) فرمانروای مصر در دوران خلافت اموی بود.